# Лукино (Куньинский район)
Лукино — деревня в Куньинском районе Псковской области России. Входит в состав Куньинской волости.

## География
Расположена в 21 км к юго-западу от райцентра, пгт Кунья.

## Население
| 2001 | 2002 | 2010 |
| ---- | ---- | ---- |
| 90   | ↗95  | ↘68  |

Численность населения деревни по оценке на начало 2001 года составляла 90 жителей.

## История
С января 1995 до апреля 2015 года деревня входила в состав ныне упразднённой Ущицкой волости.